# Heteradaeum exiguum
Heteradaeum exiguum is een hooiwagen uit de familie Triaenonychidae.